# 復興區 (台灣)
24°49′22.18″N 121°21′6.26″E / 24.8228278°N 121.3517389°E

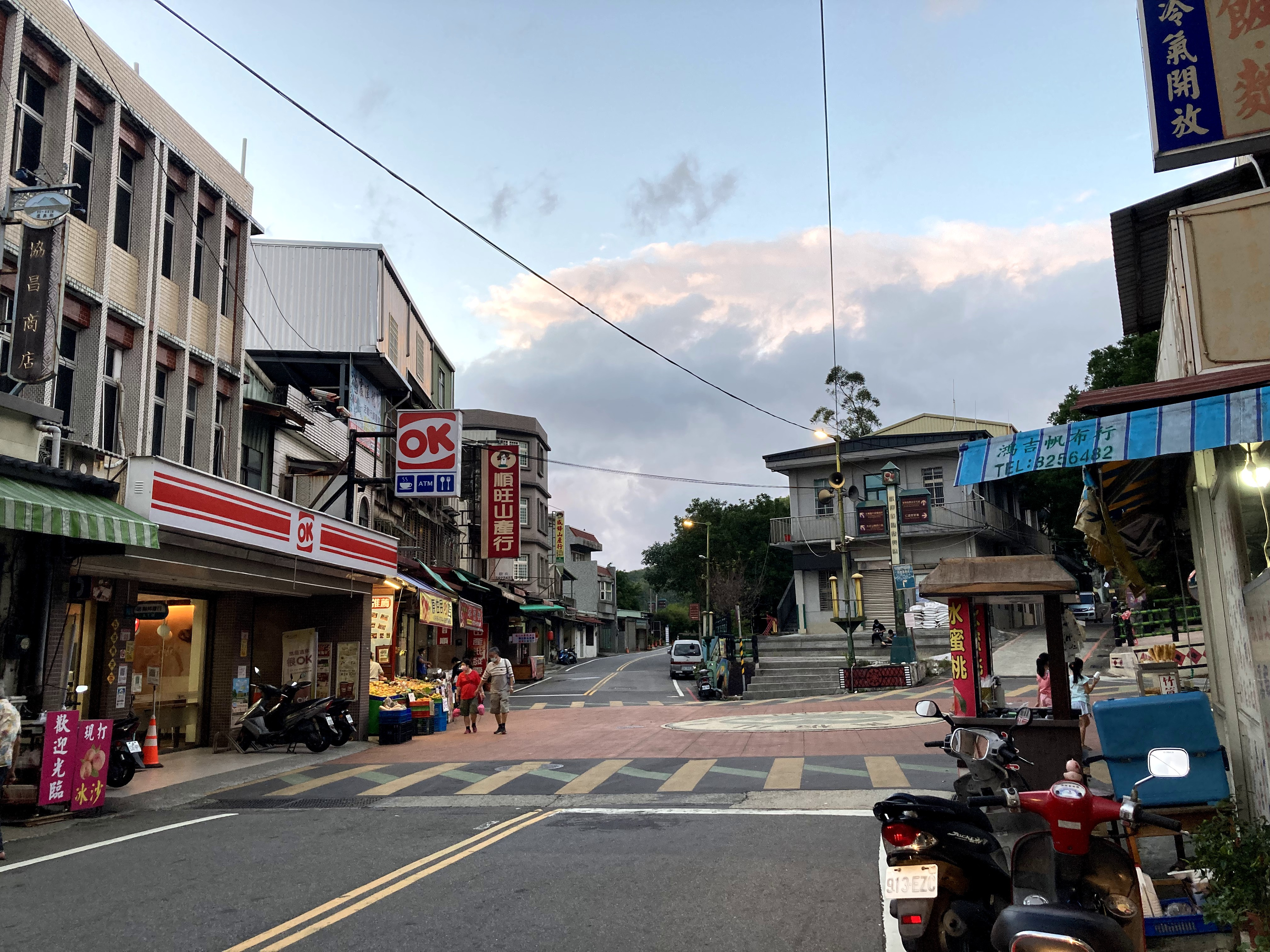
角板山形象商圈

復興區（泰雅語：Pyasan），舊稱「角板山」，前身「復興鄉」，位於臺灣桃園市東南端。北鄰大溪區，東北鄰新北市三峽區、烏來區，東南接臺灣省宜蘭縣大同鄉，西南與西北鄰臺灣省新竹縣尖石鄉、關西鎮。面積約351平方公里，占桃園市總面積的七分之二，人口則約1.3萬人，為桃園市面積最大、人口最少、人口密度最低的行政區，但同時為全臺人口最多的直轄市山地原住民區。區內居民多為臺灣原住民族（約佔七成總人口），並以泰雅族為主，是臺灣泰雅族人口最多的鄉鎮市區。
依照《地方制度法》，復興區係直轄市山地原住民區，為具有公法人地位的地方自治團體，與桃園市其他市轄區的性質並不相同，準用鄉鎮市的地方自治權。復興區公所為其自治事項之行政機關，而非桃園市政府的派出機關，並設置復興區民代表會作為其自治事項之立法機關。

## 歷史
舊名「角板山」，日治時代為新竹州大溪郡蕃地，戰後初設角板鄉。

### 地名由來
1. 1886年劉銘傳於當地視察，見大嵙崁溪兩岸河階地形如三角板，遂取名為角板山。[2]
2. 清末稱此地夾板山，這座山在泰雅語名字為Pyasan，意思是物品交易的場所。 另一說是泰雅語Pyasan（比亞山），源出於一位泰雅族部落的頭目的名字，清末他為抵抗清軍的攻擊奮戰而亡，族人以其名紀念之。[3]
3. 日治時期，總督府征服當地的原住民，將地名改為“腳板山”，示腳踏之板的蔑稱。從日治時期才出現的角板山一詞來看，所謂劉銘傳命名的說法，或為訛傳。[3]但是，1899年的「台灣協會會報」以假名標註角板山的讀音為台語的「カッバンソァン」，可知角板山之名在總督府理蕃之前的1899年已經存在。又，「腳踏板」亦非日文詞彙。[4]

### 改名
1954年10月31日更為復興鄉。據當時報紙所載，「原住民為慶祝總統華誕及象徵國家復興」，而由鄉公所決議呈請桃園縣政府核准，同時亦將角板國民學校改稱介壽國民學校。並選在總統蔣中正之生日始用。2014年12月25日，桃園縣改制為直轄市後，復興鄉改為復興區。

### 復名運動
2014年「台灣原住民族部落行動聯盟」提案改名為「比亞外」或「比亞山」，更早前有提議改稱「角板」，但遭多數鄉民否決。

## 人口
根據桃園市復興區戶政事務所及內政部戶政司統計，2024年底復興區戶數約4千戶，人口約1.3萬人，人口密度每平方公里約38人，在全臺灣六個直轄市山地原住民區中，是人口最多且人口密度最高者。原住民人口約有9千5百多人，佔全區總人口約71%。區內人口最多與最少的里分別是三民里與長興里，2024年底兩里人口分別為2,624人與809人。2024年底復興區的人口年齡構成中，0至14歲人口佔比約15.66%，15至64歲人口佔比約69.20%，65歲以上人口則佔比約15.13%，老化指數約為96.63%，是桃園市幼年人口佔比最高的行政區。

## 政治

### 歷任首長

#### 角板山鄉鄉長（官派）
- 簡天貴

#### 復興鄉鄉長（民選）
- 林昭光
- 范文卿
- 宗成輝
- 王萬古
- 王明進
- 陳祥乾
- 張維正
- 陳祥乾
- 游金紱（1994年－1998年）
- 林誠榮
- 林信義

#### 復興區直轄市山地原住民區長（民選）
| 任次 | 姓名   | 黨籍       | 就任日期       | 卸任日期       | 備註                                                           |
| ---- | ------ | ---------- | -------------- | -------------- | -------------------------------------------------------------- |
| 代理 | 林日龍 | 無黨籍     | 2014年12月25日 | 2015年4月18日  | 首任民選區長范振興因案羈押，由桃園市府原住民行政局副局長代理。 |
| 1    | 范振興 | 無黨籍     | 2015年4月18日  | 2015年4月21日  | 2015年因案交保後宣示，後又因賄選案起訴請辭。                   |
| 代理 | 林日龍 | 無黨籍     | 2015年4月21日  | 2015年7月27日  | 桃園市府原住民行政局副局長                                     |
| 2    | 曾志湘 | 無黨籍     | 2015年7月27日  | 2018年12月25日 | 補選當選                                                       |
| 3    | 游正英 | 中國國民黨 | 2018年12月25日 | 2023年8月6日   | 首位區長連任成功，任內病逝                                     |
| 代理 | 謝宇軒 | 無黨籍     | 2023年8月7日   | 2023年10月31日 | 復興區公所秘書                                                 |
| 3    | 蘇佐璽 | 民主進步黨 | 2023年11月1日  | 現任           | 補選上任，首位民主進步黨籍區長                                 |

### 區政組織

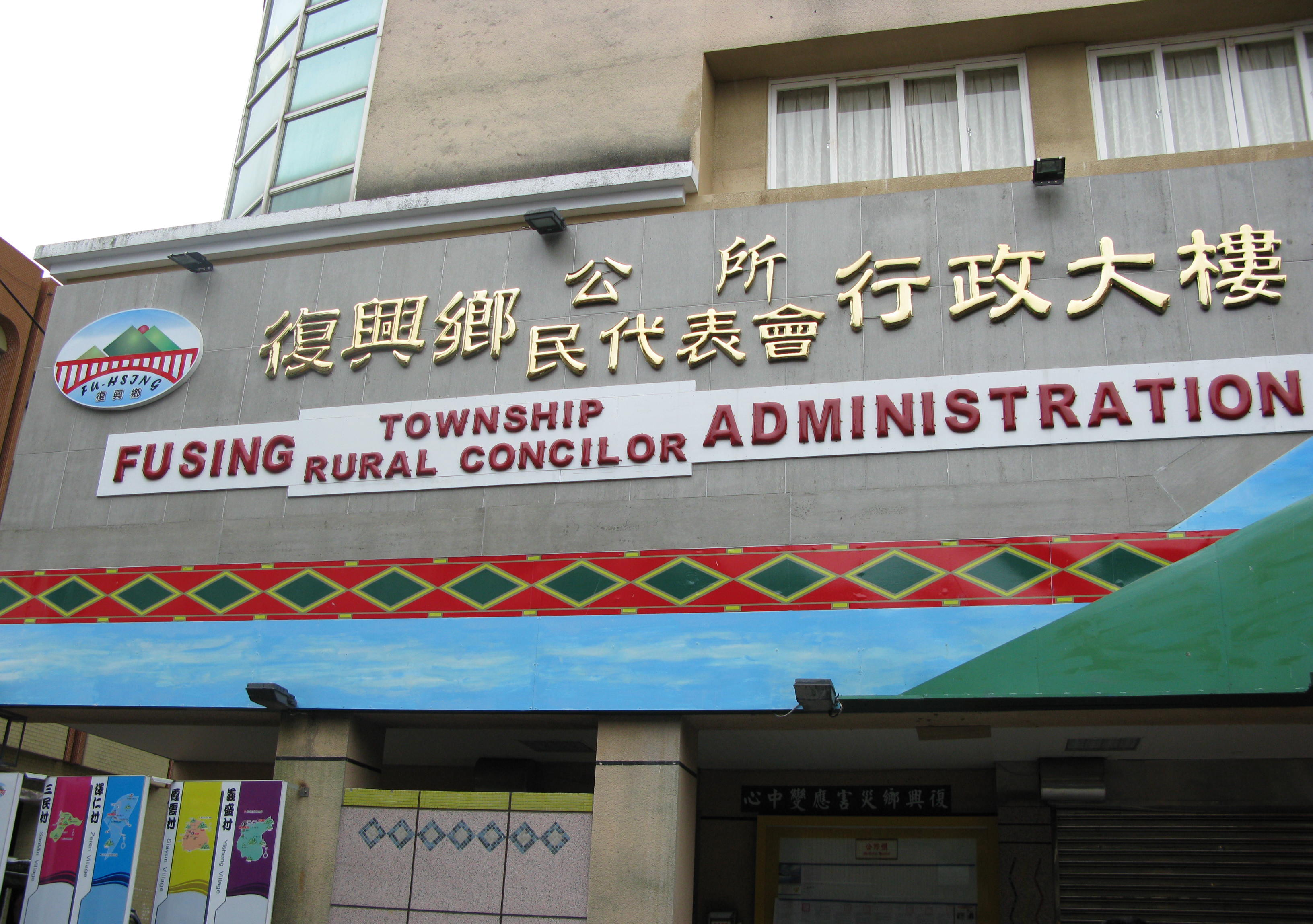
2008年6月的復興鄉行政大樓（現已改制為復興區行政大樓）

復興區公所是復興區最高層級的地方行政機關，在中華民國政府架構中為直轄市山地原住民區自治的行政機關，同時負責執行市政府及中央機關委辦事項，復興區的自治監督機關為桃園市政府。区长由全體區民直接選舉產生，任期為四年，可連選連任一次。復興區公所並置區務會議，為區政最高決策機構，在區長之下，設有4課4室等8個內部單位及4個附屬機關。
復興區民代表會是復興區的最高民意機關，代表復興區全體區民立法和監察區政。區民代表由公民直選選出，任期為四年，可連選連任。復興區民代表會共有11位區民代表，分別為第一選區5席區民代表、第二選區3席區民代表、第三選區3席區民代表，主席、副主席由11位區民代表互選產生。

### 行政區
現今復興區行政範圍的確立，來自於1948年，調整行政區域，將原屬該鄉的玉峰村劃歸新竹縣尖石鄉，調整後的角板鄉仍轄6個村。1949年，角板鄉改隸新竹縣新峰區。1950年，調整行政區域並裁撤區署，角板鄉改隸新成立的桃園縣。1954年10月31日，角板鄉改名「復興鄉」:325。2014年12月25日，桃園縣改制為直轄市，復興鄉改制為市轄區「復興區」，隸屬桃園市。
復興區下轄10里：
前山地區
- 三民里（Kyakopay 基國派）
- 長興里（Kara 竹頭角）
- 奎輝里（Keihui 奎輝）
- 霞雲里（Yo-Habun 優霞雲/哈盆/合脗）
- 澤仁里（Pyasan 比亞桑/角板山，鄉治所在）
- 義盛里（Ulai 小烏來）
- 羅浮里（Lahao 拉號）

後山地區
- 高義里（Kauilan 高義蘭）
- 三光里（Gogan 高岡/合歡）
- 華陵里（Balung 巴陵/巴崚）

| 里名   | 面積 km2 | 鄰數 | 戶數  | 人口 2023年10月 | 人口密度 人/km2 |
| ------ | -------- | ---- | ----- | --------------- | --------------- |
| 三民里 | 9.16     | 19   | 860   | 2,604           | 283             |
| 澤仁里 | 12.30    | 20   | 575   | 1,794           | 145             |
| 霞雲里 | 18.45    | 11   | 264   | 880             | 47              |
| 義盛里 | 46.95    | 11   | 257   | 1,001           | 21              |
| 羅浮里 | 17.03    | 8    | 453   | 1,392           | 82              |
| 奎輝里 | 12.80    | 9    | 245   | 1,005           | 79              |
| 長興里 | 25.50    | 12   | 237   | 789             | 31              |
| 高義里 | 81.77    | 12   | 286   | 1,092           | 13              |
| 三光里 | 20.00    | 9    | 261   | 953             | 47              |
| 華陵里 | 106.82   | 14   | 547   | 1,627           | 15              |
| 合計   | 350.78   | 125  | 3,985 | 13,137          | 37              |

## 文化特色

### 溫泉

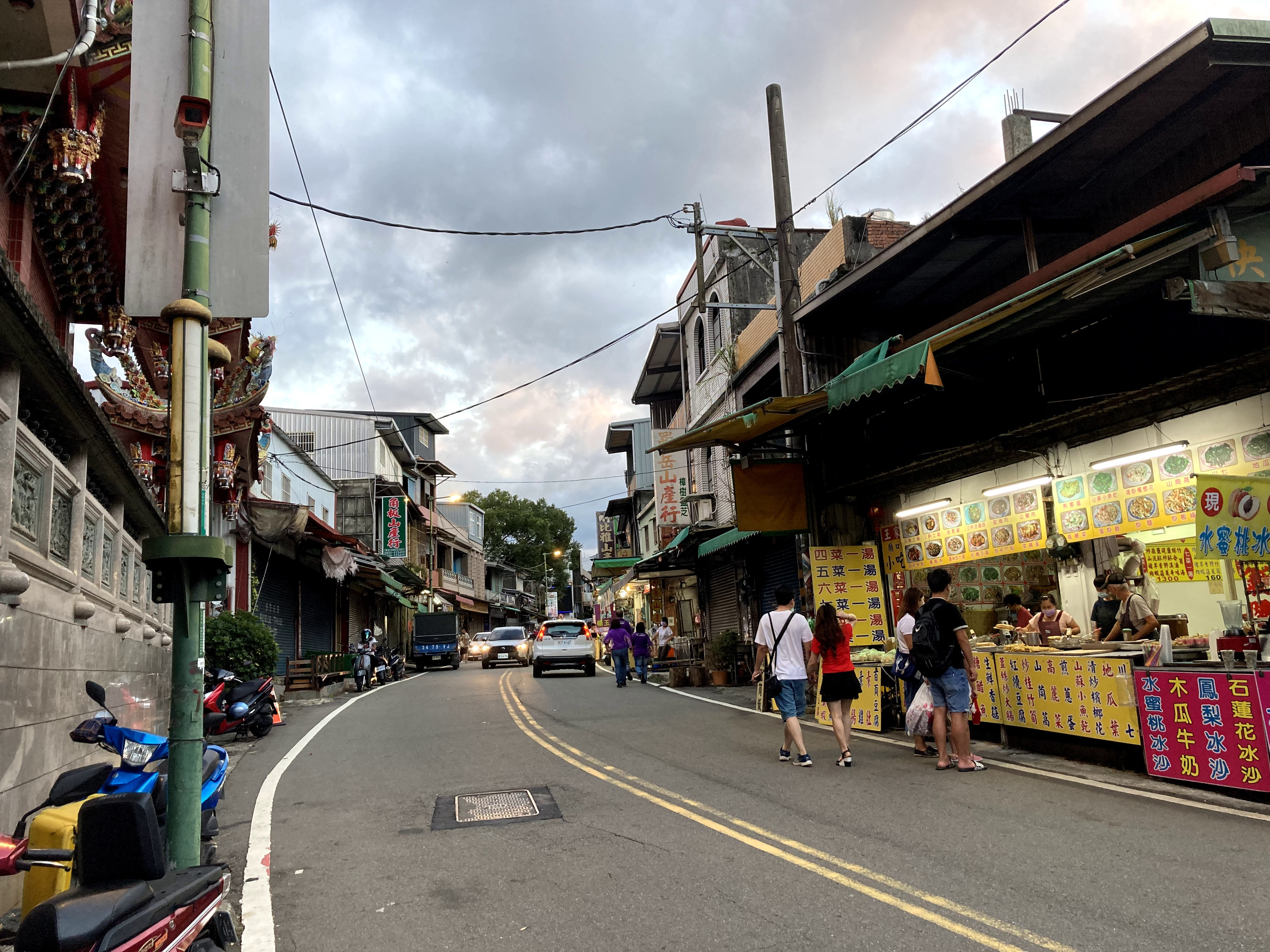
角板山聚落街景

日治时期，復興區開發有五處溫泉，分別為四稜溫泉、新興溫泉、高義溫泉、巴陵橋溫泉、小烏來溫泉，除了四稜溫泉和新興溫泉外，其他的溫泉在附近水利工程實施後淹沒於溪谷中，巴陵橋溫泉於1997年被重新發現，命名為爺亨溫泉。

## 教育

### 高級中學
- 桃園市立羅浮高級中等學校[13]

### 國民中學
- 桃園市立羅浮高級中等學校國中部

### 國民小學
- 桃園市復興區介壽國民小學
- 桃園市復興區三光國民小學
- 桃園市復興區光華國民小學
- 桃園市復興區羅浮國民小學
- 桃園市復興區奎輝國民小學
- 桃園市復興區霞雲國民小學
- 桃園市復興區三民國民小學
- 桃園市復興區巴崚國民小學[14]
- 桃園市復興區長興國民小學
- 桃園市復興區高義國民小學
- 桃園市復興區義盛國民小學

## 交通
- 台7線：北部橫貫公路
- 市道118號：羅馬公路
- 桃116線：同心（巴陵）道路

### 客運
- 桃園客運
  - 5090 桃園－上巴陵－林班口
  - 5091 中壢－上巴陵－林班口
  - 5093 大溪－巴陵
  - 5094 大溪－三光－巴陵
  - 5104 大溪－復興
  - 5104A 大溪－復興－小烏來
  - 5105 大溪－小烏來
  - 5106 大溪－霞雲里
  - 5109 大溪－高遶－李屋

- 中壢客運
  - 5301 桃園－上巴陵－林班口

- 幸福巴士（部份原為桃園市樂活巴士轉型）
  - F901 復興－市界（原L801羅馬線）
  - F901A 復興－市界（原L801羅馬線，不繞嘎色鬧）
  - F902 新興－復興（原L802新興線）
  - F902A 新興－復興（原L802新興線）
  - F903 復興－佳志（原L803前山線＜東眼山線＞）
  - F905 復興－義興（原L805前山線＜義興線＞）
  - F906 三民－東眼山（原L806前山線＜三民線＞、L807東眼山二線）
  - F907 復興－雪霧鬧
  - F910 巴陵循環線
  - F911 中山循環線

- 臺灣好行
  - 502 桃園後站－小烏來(僅限假日行駛)
  - 506 大溪總站－東眼山（平，假日均有行駛）

## 旅遊

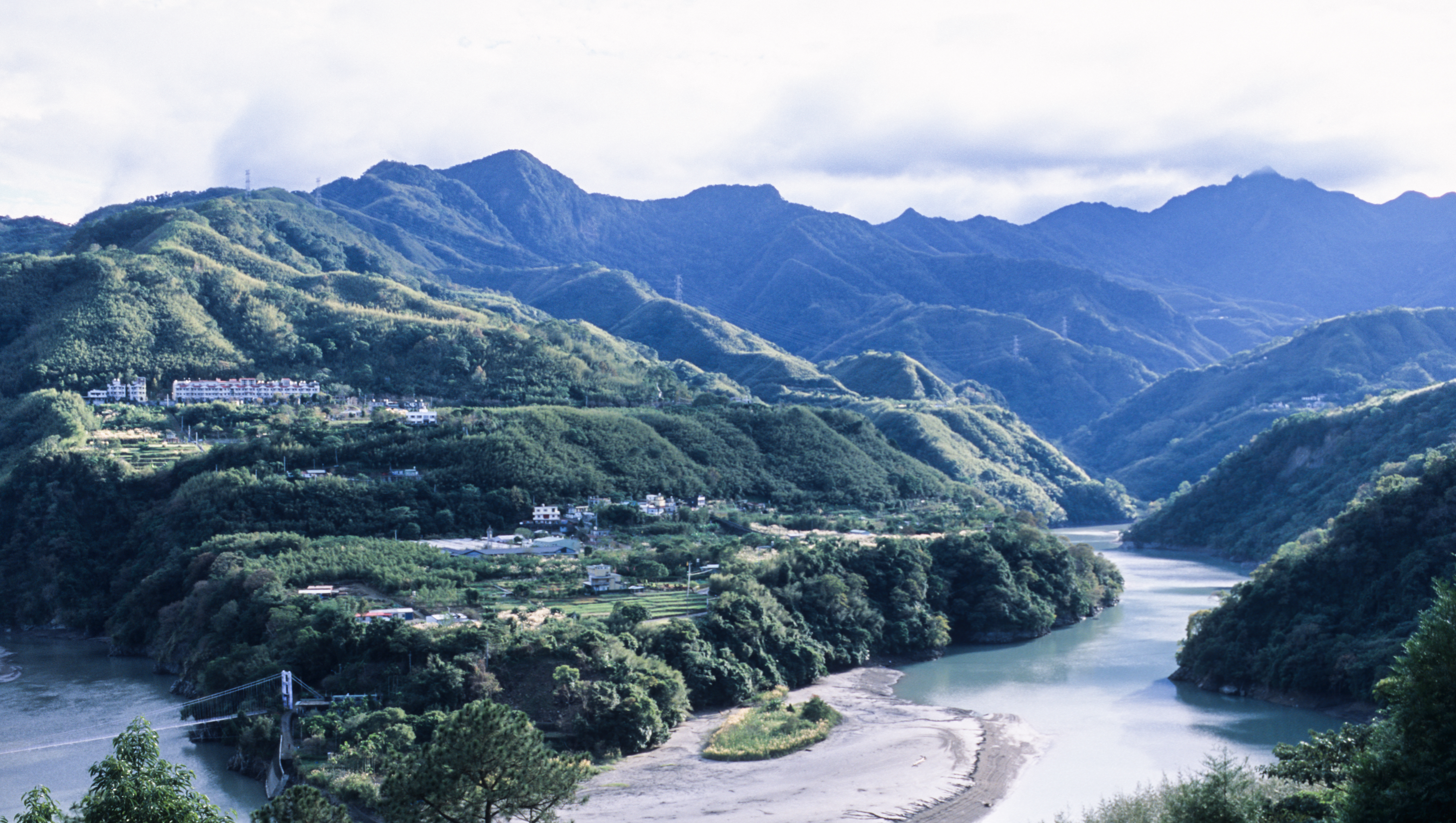
溪口台河階

- 三民蝙蝠洞
- 基國派老教堂
- 秋山清水岩觀音洞，奉祀 觀音佛祖
- 檀林寺
- 角板山賓館（角板山雕塑公園）
- 角板山樟腦收納所
- 新溪口吊橋
- 東眼山森林遊樂區
- 小烏來風景特定區
- 小烏來天空步道
- 復興橋、羅浮橋
- 羅浮泡腳溫泉公園
- 義興吊橋
- 桃源仙谷
- 彩虹瀑布
- 榮華大壩
- 爺亨梯田
- 爺亨溫泉
- 嘎拉賀（新興）溫泉
- 幽靈瀑布
- 大曼橋
- 角板山福興宮，奉祀 開漳聖王
- 羅浮聖興宮，奉祀 開漳聖王
- 救國團復興青年活動中心
- 佐久間總督追懷紀念碑臺基
- 復興林業故事館
- 四稜溫泉
- 巴陵大橋
- 巴陵一號隧道

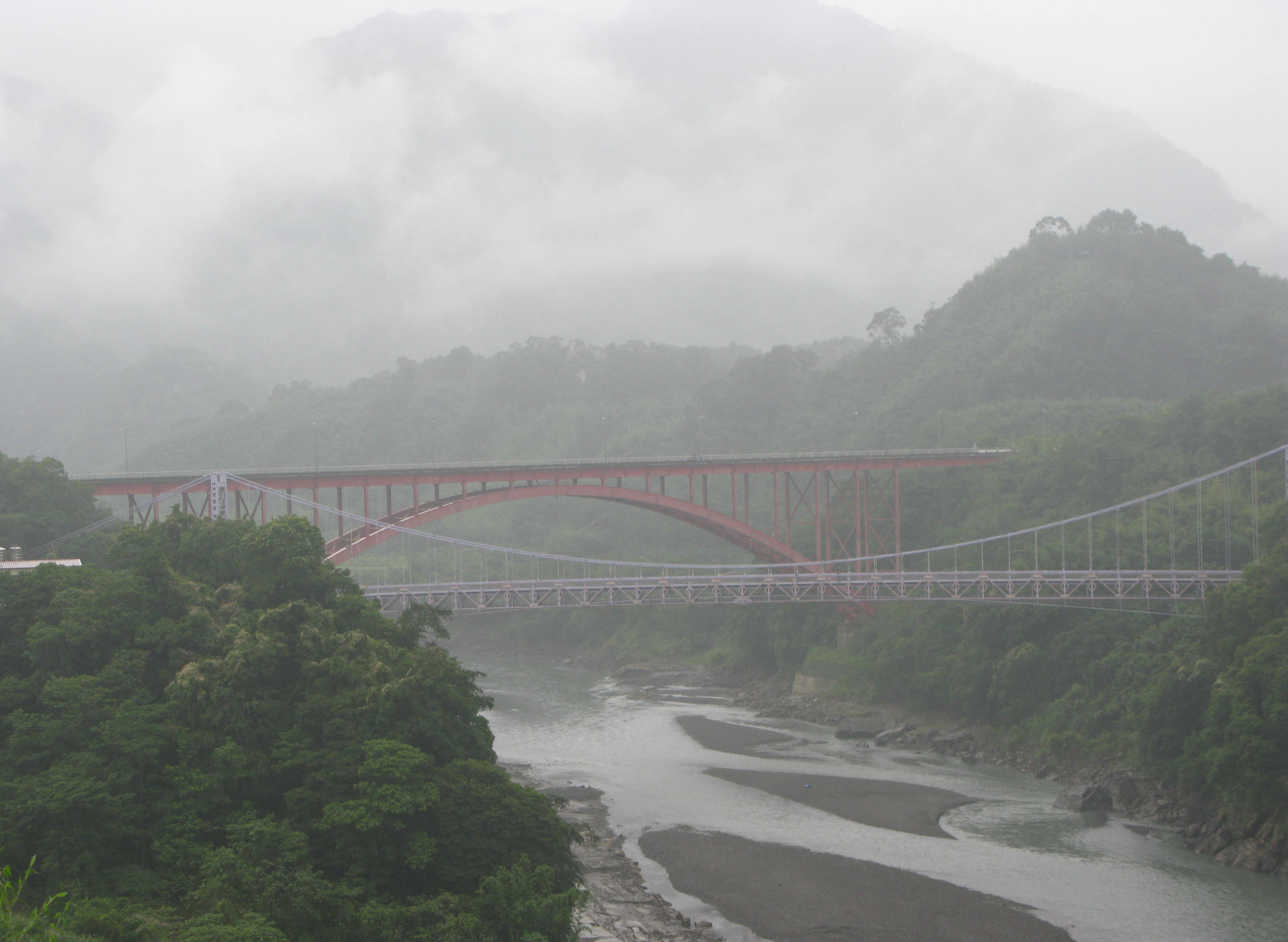
復興區境內北橫公路段的羅孚橋
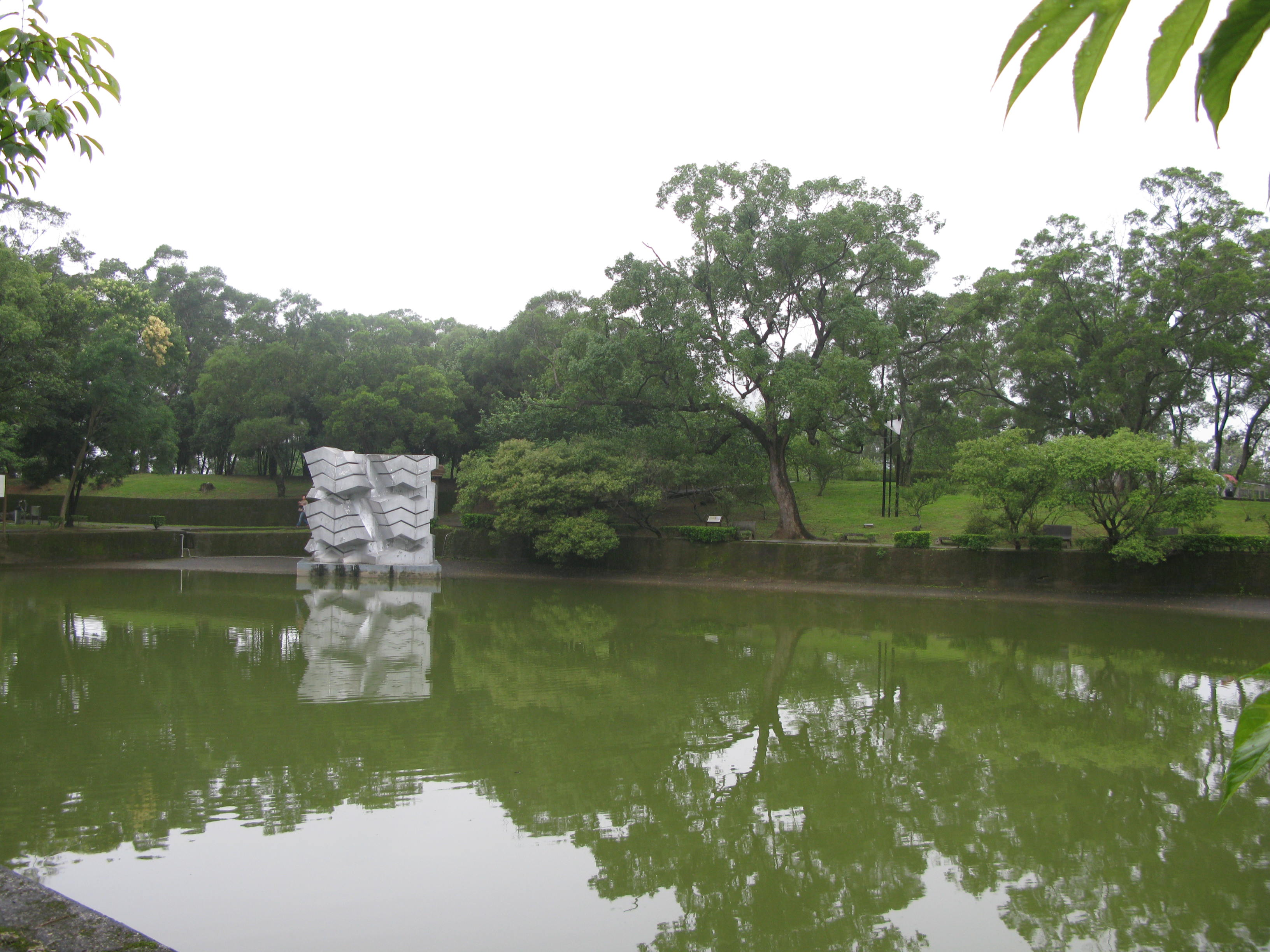
角板山行館內的生態湖
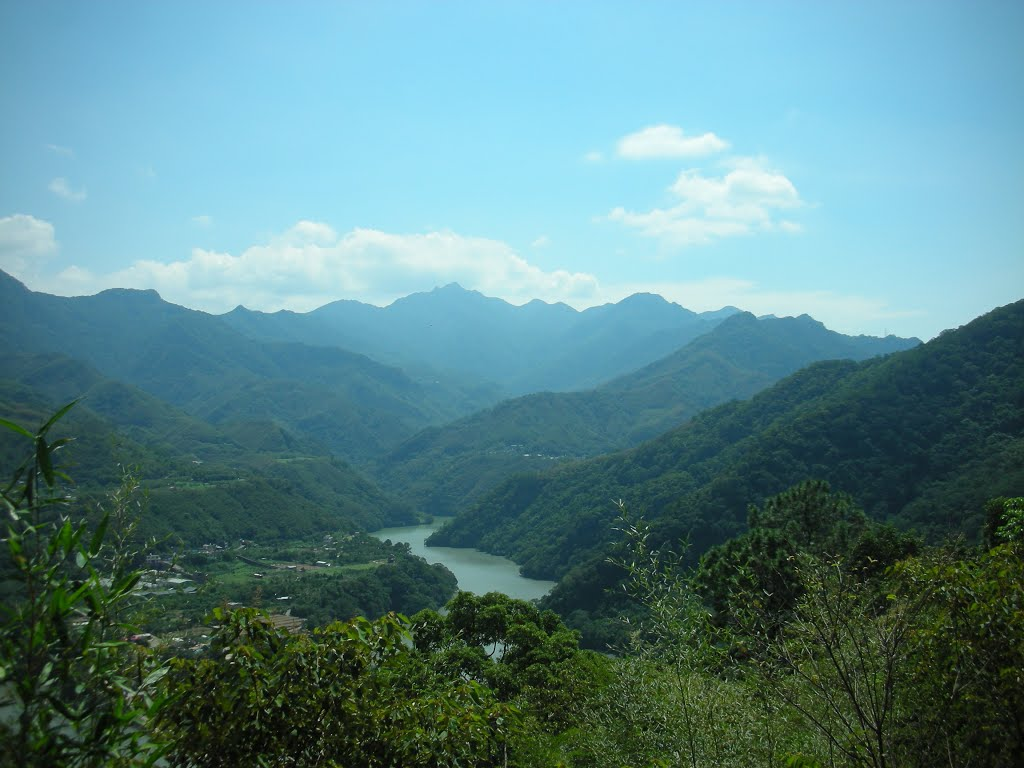
三龜戲水觀景平台
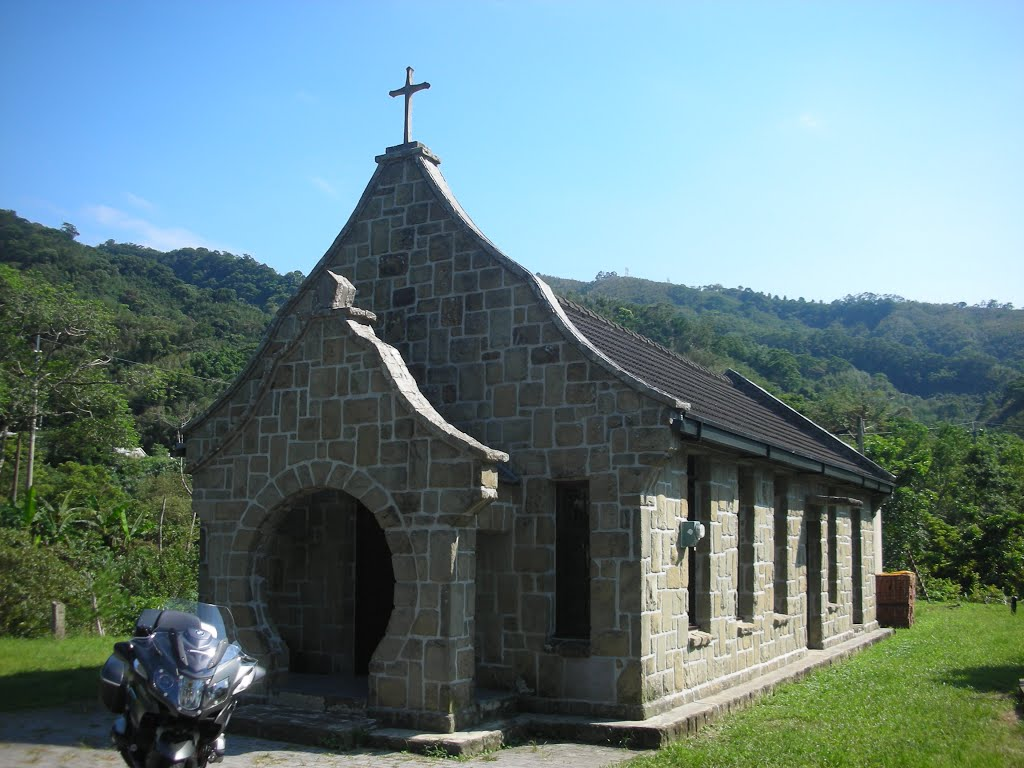
基國派老教堂

- 拉拉山(達觀山)風景特定區
- 巴陵古道生態園區（幽靜步道）
- 中巴陵櫻木花道
- 巴陵鐵塔
- 卡拉部落方舟教堂

- 復興區境內北橫公路段的羅孚橋
- 角板山行館內的生態湖
- 溪口台地景觀
- 基國派老教堂

## 特產
- 五月桃
- 水蜜桃
- 香菇
- 桂竹筍
- 甜柿

## 外部連結
- 復興區公所 （页面存档备份，存于）
- 復興區公所的Facebook專頁
- YouTube上的復興區公所頻道